# Tiberio Murgia
Tiberio Murgia est un acteur italien né le 5 février 1929 à Oristano, en Sardaigne (Italie), mort à Tolfa (Latium) le 20 août 2010.

## Biographie
Issu d’une famille pauvre, il a commencé à travailler très jeune comme ouvrier. À l’âge de vingt ans, il était déjà colporteur pour l’Unita, le journal du parti communiste italien. Les dirigeants de la branche locale du parti ont reconnu en lui des aptitudes politiques et l’ont envoyé à Frattocchie, dans la province de Rome, où se trouvait l’école nationale pour les dirigeants du parti. À son retour, six mois plus tard, il devint secrétaire de la ligue des jeunesses communistes et se maria. Après quelque temps, Murgia commença toutefois à entretenir une relation avec une camarade du parti. Murgia fut alors renvoyé à cause de cette aventure clandestine – alors qu’il était déjà marié et père – avec cette femme mariée elle aussi.
Murgia émigra alors à Marcinelle, en Belgique, une importante mine de charbon dans laquelle travaillaient plusieurs milliers d’ouvriers italiens en raison du Protocole italo-belge du 20 juin 1946. Là aussi, Murgia débuta une relation avec l’épouse d’un collègue belge et échappa à la mort – de manière assez incroyable – lors de cette nuit fatale de la catastrophe de Marcinelle, où un incendie minier emporta tous les mineurs de son équipe, y compris le mari de sa maîtresse. En effet, Murgia avait pris un faux congé maladie afin de passer du temps avec la femme en question.
Murgia retourna alors dans sa ville natale et dut fuir pour Rome afin d’échapper à la colère de la famille d’une autre jeune femme qu’il avait courtisée alors qu’il était marié. À Rome, il commença à travailler comme plongeur dans un restaurant du centre-ville (Il re degli Amici) avant d’être remarqué par un assistant du réalisateur Mario Monicelli, qui l’invita au studio pour passer une audition, à la suite de laquelle le rôle lui fut immédiatement donné. Son premier film devant s’intituler La Dame mais la censure ayant imposé le changement du titre en Le Pigeon, Murgia ne sut même pas que le film dans lequel il jouait passait dans les cinémas. Il s’était trouvé un travail dans la construction à Ponte Milvio, lorsque la production retrouva miraculeusement sa trace pour lui faire signer un contrat et lui donner une avance de 10 millions.
Tiberio Murgia a joué dans environ 150 films, toujours le même type de personnage, du chef-d’œuvre à la comédie érotique à l'italienne en passant par la comédie musicale.

## Filmographie partielle
- 1958 : Le Pigeon (I soliti ignoti) de Mario Monicelli
- 1959 : La Grande Guerre (La Grande Guerra) de Mario Monicelli
- 1960 : Hold-up à la milanaise (Audace colpo dei soliti ignoti) de Nanni Loy
- 1960 : Ces sacrées Romaines (I baccanali di Tiberio) de Giorgio Simonelli
- 1961 : Pesci d'oro e bikini d'argento de Carlo Veo
- 1961 : Rocco e le sorelle de Giorgio Simonelli : Rocco
- 1963 : Le Jour le plus court (Il giorno più corto) de Sergio Corbucci
- 1964 : Les Don Juan de la Côte d'Azur (I Dongiovanni della Costa Azzurra) de Vittorio Sala
- 1965 : Le Gendarme à New York de Jean Girault
- 1966 : Le Saint prend l'affût de Christian-Jaque
- 1966 : L'Homme de Marrakech de Jacques Deray
- 1966 : Le renard s'évade à trois heures (Caccia alla volpe) de Vittorio De Sica
- 1970 : L'Homme orchestre de Serge Korber
- 1971 : Le Juge de Jean Girault
- 1971 : La Poudre d'escampette de Philippe de Broca
- 1980 : Le Coup du parapluie de Gérard Oury (il incarne le chauffeur de Don Barberini)
- 1981 : Amoureux fou (Innamorato pazzo) de Franco Castellano et Giuseppe Moccia
- 1982 : Grand Hotel Excelsior de Castellano et Pipolo
- 1985 : Le Pigeon vingt ans après (I soliti ignoti vent'anni dopo) d'Amanzio Todini (it)
- 2007 : Chi nasce tondo de Alessandro Valori
- 2009 : Holy Money de Maxime Alexandre